# Sookie Stackhouse
Sookie Stackhouse er en fiktiv karakter som optræder i Charlaine Harris' romanserie The Southern Vampire Mysteries og senere i hitserien True Blood, der er baseret på bøgerne.

## True Blood
I TV-serien bliver Sookie spillet af Anna Paquin. Hun bor i en lille by Bon Temps, Louisiana (stat). Sookie har evnen til at læse andre folks tanker. Dette har hun i starten af serien meget svært ved at håndtere. Da hun første gang møder en vampyr kan hun ikke høre hans tanker. Det fanger naturligvis hendes opmærksomhed, og da hun senere bliver banket, næsten til døde, kommer denne vampyr tilbage, redder hende, og får hende til at drikke hans blod så hun vil hele hurtigt. Dette skaber et bond mellem Sookie og vampyren, hvis navn i øvrigt er Bill Compton, og de forelsker sig herefter i hinanden. I starten af serien bor hun hos sin bedstemor Adele Hale Stackhouse. Efter bedstemoderens død flytter Sookie's bedste veninde, Tara Thornton, ind. Sookie har også en bror Jason Stackhouse, som hun har et tæt forhold til. Sookie er tjener på Merlotte Bar and Grill, her arbejder hun for Sam Merlotte, en shapeshifter der i starten har romantiske følelser for Sookie. Sookie møder også vikinge vampyren Eric Northman, der er sherif for området og derfor Bill's overordnede. Igennem serien bliver Sookie og Eric mere og mere tiltrukket af hinanden.